# Historia metod naturalnego planowania rodziny
388 – Augustyn z Hippony ganił manichejczyków, grupę uważaną za heretycką, którzy badają płodność kobiety, po to żeby nie współżyć w okresie najbardziej płodnym.
1677 Antonie van Leeuwenhoek, holenderski przyrodnik, zaobserwował pod mikroskopem męskie plemniki.
1826 – Karl Ernst von Baer, rosyjski biolog, pochodzenia niemieckiego, odkrył komórkę jajową.
1827 – Karl Ernst von Baer odkrywa przebieg zapłodnienia.
1853 – Penitencjaria Apostolska uznała, że nie powinno się niepokoić par, które współżyją tylko wtedy, gdy według lekarzy nie może zajść poczęcie, pod warunkiem, że nie robią niczego, by celowo uczynić akt bezpłodnym.
1876 – dr Mary Jacobi zaobserwowała cykliczne zmiany temperatury ciała kobiety.
1905 – Theodor van de Velde, holenderski ginekolog, opisał dwufazowy przebieg temperatury w cyklu kobiecym oraz podał prawidłowy sposób pomiaru.
1923 – Kyusaku Ogino, japoński ginekolog, opublikował w Japonii pracę dotyczącą owulacji, w której określił przypuszczalny termin owulacji na 12-16 dni przed miesiączką. Jego publikacja dotarła do Europy dopiero w 1930 r. Zaobserwował możliwość obliczenia cykliczności owulacji, lecz stwierdził również, że nie można się wyłącznie opierać przy jego określaniu na metodach obliczeniowych jak i wyraził swój sprzeciw wobec środków antykoncepcyjnych.
1927 – Theodor van de Velde postawił hipotezę, że dwufazowy przebieg temperatury w cyklu kobiecym ma związek z owulacją i ciałkiem żółtym.
1929 – Hermann Knaus, austriacki ginekolog, niezależnie od Ogino, opublikował wyniki badań patofizjologicznych, na podstawie których doszedł do wniosku, że owulacja przypada na 15 dni przed miesiączką.
1930 – Jan Nikolaus Smulders, holenderski neurolog, na podstawie badań Ogino i Knausa opracował tzw. "metodę okresowej wstrzemięźliwości". Nazywano ją również metodą kalendarzową lub Ogino-Knausa. Wykazywała ona zawodność w razie przesunięcia się terminu owulacji, w związku z tym sprawdzała się głównie u kobiet z regularnymi cyklami.
1930 – Wilhelm Hillebrand, niemiecki ksiądz, w ramach duszpasterskich porad małżeńskich uczył po raz pierwszy pomiaru podstawowej temperatury ciała (PTC) w celu regulacji poczęć i zyskał w Niemczech miano "ojca metody termicznej".
1947 – R.F. Vollmann, szwajcarski ginekolog, opublikował opracowanie o metodzie termicznej pt. "Płodność i wykres temperatury kobiety". Była to pierwsza publikacja zawierająca reguły metody termicznej dla użytkowników.
1950 – W Norwegii ukazała się monografia na temat śluzu szyjkowego napisana przez P. Bergmana.
1950 – Gerhard Karl Döring, niemiecki ginekolog, opisał po raz pierwszy sposób określania przedowulacyjnej fazy niepłodności na podstawie krzywej termicznej (reguła Döringa).
1952 – Josef Rötzer, austriacki ginekolog, rozpoczął badania nad naturalnym planowaniem rodziny. Początkowo zajmował się metodą termiczną. Gdy po kilku miesiącach żona zwróciła mu uwagę na wydzielanie się śluzu, połączył obserwacje objawów płodności z pomiarem temperatury tworząc pierwszą metodę objawowo-termiczną.
1957 – Jan Gerhard Hendrik Holt, holenderski położnik, wydał książkę o metodzie termicznej, zwanej od jego nazwiska metodą Holta.
1962 – Edward Keefe, amerykański ginekolog, w pracy pt. "Rozpoznawanie dni możliwej płodności za pomocą samoobserwacji szyjki macicy" opisał samobadanie szyjki macicy.
1963 – John Marshall, angielski neurolog, wydał książkę na temat metody obliczeniowo-termicznej będącej połączeniem metody kalendarzowej i termicznej.
1965 – Josef Rötzer wydał pierwszą książkę o metodzie objawowo-termicznej pt. "Liczba dzieci i miłość małżeńska. Wskazówki co do regulacji poczęć." Publikacja zawierała pierwszą wersję metody Rötzera, nazywanej również metodą austriacką.
1966 – Billings odkrywa metodę obserwacji śluzu szyjkowego.
1966 – Światowa Organizacja Zdrowia (WHO) wydała raport potwierdzający skuteczność metod naturalnych.
1968 – Ukazało się pierwsze wydanie podręcznika pt. „Metoda termiczna regulacji poczęć” autorstwa Teresy Kramarek.
1968 – Papież Paweł VI opublikował encyklikę "Humanae Vitae" dopuszczającą w uzasadnionych przypadkach stosowanie zasad Naturalnego Planowania Rodziny.
1971 – John Billings, australijski neurolog, wydał swój pierwszy atlas na temat metody owulacyjnej, zwanej od jego nazwiska metodą Billingsa. Polega ona na obserwacji i interpretacji objawu śluzu szyjkowego.
1971 – John i Sheila Kippley założyli w USA stowarzyszenie "The Couple to Couple League" uczące własnej metody objawowo-termicznej, nazywanej metodą amerykańską.
1973 – Jan Mucharski, polski zakonnik, pod pseudonimem Paul Thyma opublikował w Anglii zasady metody objawowo-termicznej "podwójnej kontroli", nazywanej również metodą angielską.
1975 – Powstała Międzynarodowa Federacja Popierania Życia Rodzinnego (IFFLP). Organizacja ta wspiera prace badawcze, ułatwia dzielenie się doświadczeniami w nauczaniu metod NPR, współpracuje z agencjami planowania rodziny i służbą zdrowia.
1977 – Powstała Światowa Organizacja Owulacyjnej Metody Billingsa (WOOMB) z siedzibą w Australii.
1977 – John Kelly i Anna Flynn, angielscy lekarze, założyli w Birmingham Stowarzyszenie Nauczycieli NPR, promujące metodę objawowo-termiczną podwójnej kontroli.
1978 – około tego roku polska ginekolog Teresa Kramarek opracowała reguły metody objawowo-termicznej (polskiej).
1979 – Josef Rötzer wydał książkę pt. "Naturalna Regulacja Poczęć". W języku niemieckim doczekała się ona 23 wydań, przetłumaczona została na wiele języków, także na polski. Najnowsze polskie tłumaczenie nosi nazwę "Sztuka Planowania Rodziny" wyd. Vocatio. Jest to aktualny podręcznik metody Rötzera.
1986 – W Niemczech założono stowarzyszenie pod nazwą Instytut Naturalnej Regulacji Poczęć (Institut für Natürliche Empfängnis – Regelung-INER), zajmujące się szerzeniem metody objawowo-termicznej prof. J. Rötzera, obejmujące obszar języka niemieckiego (Niemcy, Austria, Szwajcaria, północne Włochy).
1989 – W Polsce, na wzór angielskiego Stowarzyszenia Nauczycieli NPR, powstało "Polskie Stowarzyszenie Nauczycieli NPR" propagujące metodę podwójnej kontroli.
1992 – W Polsce powstała "Liga Małżeństwo Małżeństwu" szerząca metodę objawowo-termiczną Kippleyów, natomiast w Niemczech pokazano komputer cyklu zwany Lady-Comp jako rozwinięcie metody-termicznej.
1993 – w Polsce, na wzór niemieckiego INER-u, powstało stowarzyszenie pod nazwą "Instytut Naturalnego Planowania Rodziny według metody prof. J. Rötzera".
1996 – Powstał Europejski Instytut Edukacji Rodzinnej (IEEF), który organizuje coroczne konferencje na temat NPR. Jego członkami są dwa polskie stowarzyszenia: INER i Polskie Stowarzyszenie Nauczycieli NPR.